# Flagge Myanmars
Die Flagge Myanmars wurde am 21. Oktober 2010 offiziell eingeführt.

## Beschreibung und Bedeutung
2008 wurde eine neue myanmarische Verfassung angenommen, die 2010 in Kraft trat. Sie sah auch eine neue Staatsflagge und ein neues Staatssiegel vor. Die neue Flagge soll aus drei gleich großen Streifen in Gelb, Grün und Rot, bestehen. Im Zentrum soll ein großer, weißer Stern sein, dessen Spitze nach oben zeigt.
- Gelb steht für Solidarität.
- Grün steht für Frieden, Ruhe und die grüne Umwelt.
- Rot steht für Mut und Entschlossenheit.

Die Flagge steht mit der Farbgebung in der Tradition des japanischen Marionettenstaats  Birma, der von 1943 bis 1945 existierte.

## Historische Flaggen

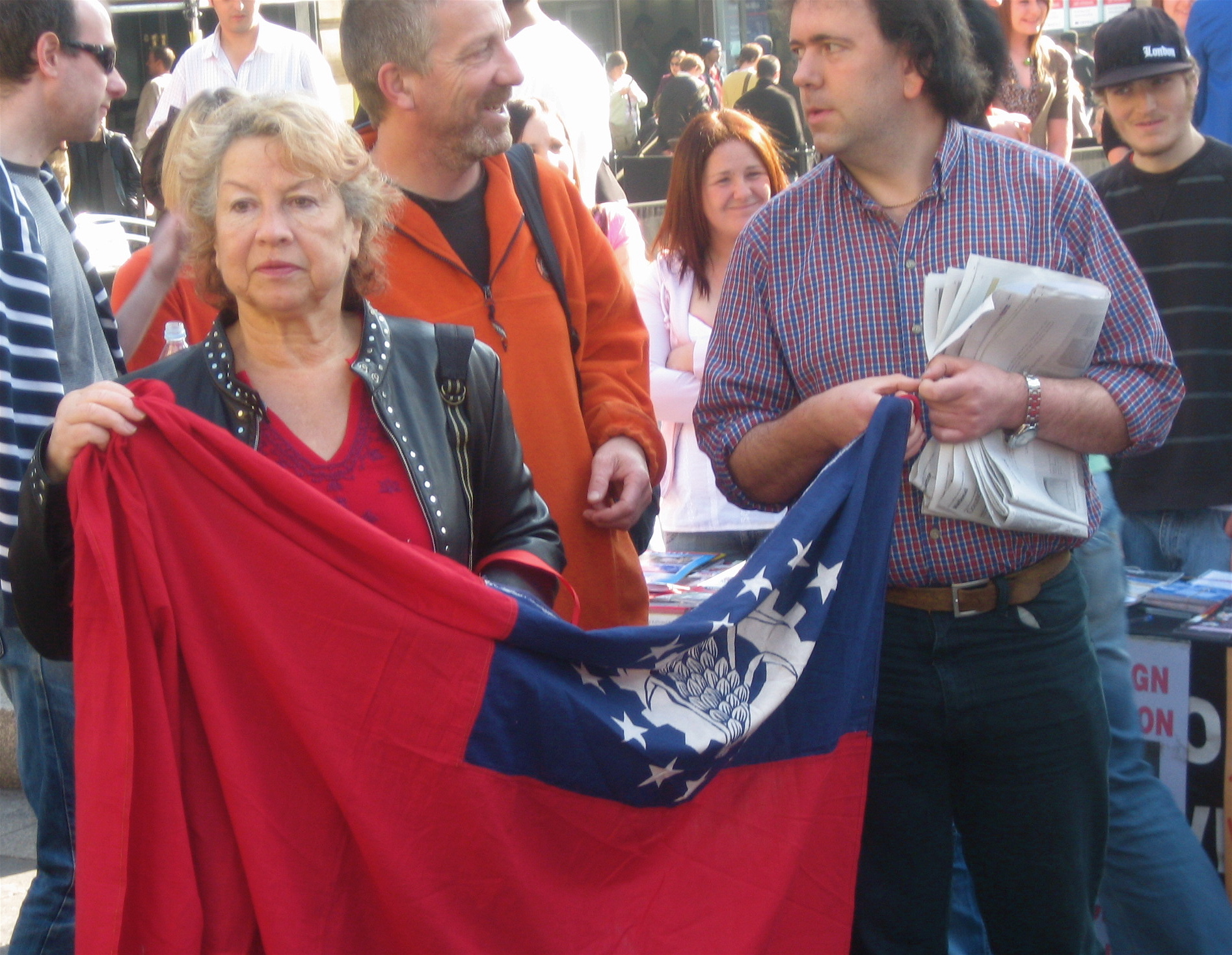
Flagge von 1974 bei einer Demonstration 2007 in Newcastle

Die ersten Nationalflaggen des modernen Myanmars, beziehungsweise Birmas (Burma), gingen aus einer Fahne der Widerstandsbewegung hervor, die gegen die japanische Besatzung im Zweiten Weltkrieg kämpfte. Diese war rot mit einem weißen Stern im linken Obereck. Nach der Unabhängigkeit des Landes setzte man den Stern in die blaue Gösch und ergänzte ihn mit fünf kleineren Sterne um ihn, welche die ethnischen Gruppen repräsentierten. Im Jahre 1974 wurde Myanmar eine sozialistische Republik, was sich auf die Symbolik der Flagge niederschlug. Am 3. Januar 1974 wurde in die blaue Gösch ein Zahnrad und Reisähren eingefügt, die für Industrie und Landwirtschaft standen. Die vierzehn Sterne entsprachen der Zahl der Verwaltungseinheiten innerhalb des Landes. Die Farben hatten folgende Bedeutung:
- Blau steht für Frieden und Ruhe.
- Weiß drückt die Reinheit aus.
- Rot symbolisiert Mut, Solidarität und Zielstrebigkeit.

Beim Wechsel der Nationalflagge wurde vorgegeben, dass die alte Flagge von 1974 von jemandem eingeholt werden musste, der an einem Dienstag geboren wurde. Die neue Flagge sollte von einem am Mittwoch Geborenen erstmals gesetzt werden. Man vermutet astrologische Gründe hinter dieser Anordnung. Die alten Flaggen sollten verbrannt werden.

Die Goldene Hintar-Flagge, 1300 bis 1500
Königreich Birma während der Konbaung-Dynastie, 1752 bis 1885
Birma unter britischer Herrschaft (1886–1937 Provinz Britisch-Indiens, 1937–1943 und 1945–1948 eigene Kolonie)
Flagge der pro-japanischen Synyethe-Wunthann-Partei, de facto Flagge Birmas, 1942 bis 1943
Staat Birma, 1943 bis 1945
Birmanische Union, 1948 bis 1974
5:9   Birmanische Union bzw. Myanmar, 1974 bis 2010
Nicht umgesetzter Flaggenvorschlag 2007

## Ähnlichkeiten
Die Farbreihenfolge und -anordnung der Flagge Myanmars entspricht fast der Flagge Litauens. Zudem reiht sich Myanmar unter den Ländern ein, welche die Panafrikanischen Farben ohne Bezug auf den afrikanischen Kontinent verwenden.
Die bis 2010 verwendete Flagge Myanmars hatte große Ähnlichkeit mit den Flaggen der Republik China (Taiwan) und Samoas. Zur Flagge Samoas gibt es keine kulturellen oder historischen Verbindungen, es gibt aber Vermutungen, dass die Flagge Myanmars von Kuomintang in Birma entworfen wurde.
Bei den Olympischen Spielen 2008 in Peking schwenkten taiwanesische Sportfans die damals noch gültige Flagge von Myanmar, da sie aus der Ferne wie die taiwanesische aussieht. Grund dafür ist, dass Taiwan nur als “Chinesisch Taipeh” unter einer Sportflagge an den Spielen teilnehmen kann und die Flagge Taiwans nicht verwendet werden darf.

Flagge Litauens
Flagge Samoas
Flagge der Republik China

## Weitere Flaggen Myanmars

1:2  Seekriegsflagge Myanmars[5]